# Everzwijnjacht in een rotsachtig landschap
Everzwijnjacht in een rotsachtig landschap is een schilderij van Roelant Savery in het Rijksmuseum in Amsterdam.

## Voorstelling
Het stelt een bergachtig landschap voor met rechtsvoor een wild zwijn, dat aangevallen wordt door een roedel honden. Twee jagers met lansen staan erbij. Tussen de rotsen vluchten groepen herten weg. Rechtsachter wordt één hert aangevallen door drie honden. Op de achtergrond de ruïne van een burcht.

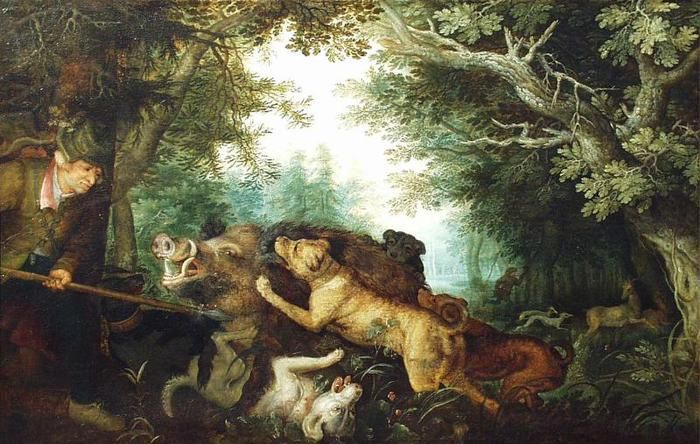
Roelant Savery. Everjacht. Den Haag, Museum Bredius.

Van Roelant Savery zijn een aantal van dit soort jachttaferelen bekend. Het exemplaar in het Rijksmuseum is samengesteld uit ten minste drie motieven uit ander werk van Savery. De everzwijnjacht op de voorgrond is in spiegelbeeld gelijk aan de hoofdvoorstelling van het schilderij Everjacht in Museum Bredius in Den Haag. Dit motief komt ook voor op andere schilderijen van Savery; soms als hoofdonderwerp en soms als onderdeel van een groter geheel. Ook het hert dat aangevallen wordt door honden rechtsachter en het vluchtende hert middenvoor komen voor op andere schilderijen van Savery.

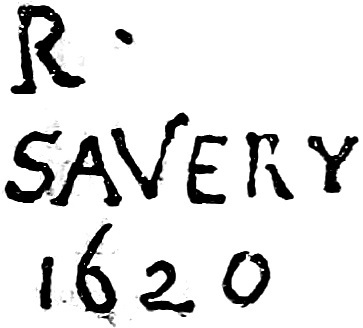
Signatuur.

Omdat het motief van de everzwijnjacht op het schilderij in Museum Bredius in spiegelbeeld is weergegeven, denkt kunsthistoricus Kurt Erasmus dat deze in prent is gebracht en dat Savery deze prent vervolgens gebruikte als voorbeeld voor het schilderij in het Rijksmuseum. Een dergelijke prent is echter onbekend.

## Toeschrijving en datering
Het schilderij is rechtsonder gesigneerd en gedateerd ‘R· / SAVERY / 1620’.

## Herkomst
Het werk is afkomstig uit het Oudezijds Huiszittenhuis, een Amsterdamse overheidsinstelling die hulp gaf aan de armen, gevestigd aan de Leprozengracht (nu Waterlooplein). In de 18e eeuw wordt het in een inventaris van deze instelling vermeld als ‘No. 16 Een vierkant Kleiner als ’t voorigen Stuk geschildert door ... Verbeeldende Een Jagt. op paneel’. In 1808 werd het overgebracht naar het Nieuwezijds Huiszittenhuis aan de Prinsengracht en in 1873 naar het Armenhuis aan de Roetersstraat. Op 2 oktober 1885 werd het door de stad Amsterdam in bruikleen gegeven aan het Rijksmuseum.